# ALSA
ALSA (англ. Advanced Linux Sound Architecture — просунута звукова архітектура Linux) — архітектура звукових драйверів, а також широкий їхній набір для операційних систем Linux, покликаний змінити Open Sound System (OSS). ALSA підтримує старіший OSS API, відтак забезпечує бінарну сумісність для більшості OSS програм.
ALSA — це програмний мікшер, який емулює сумісність для інших шарів, і надає API для програмістів і працює з такою низькою і стабільною затримкою, що здатна конкурувати з ASIO з Windows і CoreAudio з Mac OS X. ALSA тісно пов'язана з ядром Linux. У ядрі Linux драйвери для аудіоапаратури представлені у вигляді модулів, що починаються на snd_.
ALSA може одночасно керувати вісьмома аудіопристроями та ефективно підтримує всі типи звукових інтерфейсів, від аматорських до професійних багатоканальних інтерфейсів.

## Архітектура ALSA
ALSA API можна розділити на ряд основних інтерфейсів, які вона підтримує
:
- Інтерфейс управління: дозволяє виконати роботи загального призначення по визначенню списків доступних звукових пристроїв та управлінням їх параметрів.

- Інтерфейс PCM: інтерфейс для управління відтворення і запису цифрового аудіо звуку.

- MIDI інтерфейс: підтримує MIDI (Musical Instrument Digital Interface) стандарт для електронних музичних інструментів. API забезпечує доступ до шини MIDI на звуковій карті. Інтерфейс працює безпосередньо з подіями MIDI, і програміст сам відповідає за протокол управління і відлік часу.

- Таймер: дозволяє здійснювати синхронізацію часу для різних подій при роботі з різним обладнанням звукових карт.

- Секвенсор: більш складний інтерфейс вищого рівня що забезпечує можливості роботи з MIDI програмування і синтезом звуку.

- Мікшер: дозволяє конфігурувати пристрої звукової карти, налаштовуючи маршрут сигналів і рівні гучності. Він є найвищім рівнем інтерфейсу управління.

## Базові утиліти конфігурації
Базові налаштування можна здійснити за допомогою утиліти alsaconf. Утиліта добре працює з розпізнаванням одиничних пристроїв, але можуть виникати труднощі на системі з декількома приладами.
Після того як alsaconf налаштувала базові параметри для підтримку вашого звукового пристрою, потрібно активувати його для відтворення і запису каналів. За замовчуванням ALSA налаштована так, що всі канали пристрою приглушені. Налаштовувати канали звукового пристрою можливо за допомогою утиліти alsamixer, яка реалізує базові функції мікшера звуку.
Після налаштування необхідних параметрів і рівнів звуку, утиліта alsactl дозволяє зберегти нову конфігурацію або відновити минулі.

## Виноски
1. ↑  Alsa Team, alsa-project.org, 29 вересня 2008, архів оригіналу за 12 грудня 2017, процитовано 8 січня 2012
2. ↑  ALSA, Analysis Summary, Ohloh, архів оригіналу за 20 грудня 2013, процитовано 8 січня 2012 [Архівовано 2013-12-20 у Wayback Machine.]
3. ↑  Introduction, alsa-project.org, архів оригіналу за 16 липня 2017, процитовано 8 січня 2012
4. ↑  Introduction to Sound Programming with ALSA [Архівовано 14 липня 2014 у Wayback Machine.] Jeff Tranter, Linux Journal
5. ↑  Phillips, Dave (June 2005), A User's Guide to ALSA, Linux Journal, архів оригіналу за 9 січня 2012, процитовано 8 січня 2012 [Архівовано 2012-01-09 у Wayback Machine.]